# 贝尔莫
贝尔莫（Bermo），是印度贾坎德邦Bokaro县的一个城镇。总人口16954（2001年）。

## 人口
该地2001年总人口16954人，其中男性8971人，女性7983人；0—6岁人口2497人，其中男1285人，女1212人；识字率58.06%，其中男性为67.28%，女性为47.69%。